# Austronausibius aemulus
Austronausibius aemulus es una especie de coleóptero de la familia Silvanidae.
Habita en Victoria (Australia).